# 青木茂男 (早稲田大学)
青木 茂男（あおき しげお、1915年9月5日 - 1987年7月22日）は、日本の会計学者。

## 経歴
1915年、神奈川県浦賀町生まれ。1938年に早稲田大学商学部を卒業し、卒業と同時に同大学助手となる。1941年より講師、1947年より助教授、1949年より教授。1960年には「近代内部監査の研究」で早稲田大学より商学博士の学位を取得。1966年から1968年には商学部学部長を務めた。1986年に定年退任し、名誉教授となる。その後も、亜細亜大学客員教授を務めるなど教鞭をとった。1987年に死去。

## 受賞・栄典
- 1962年：『近代予算統制論』で日経・経済図書文化賞受賞。

## 著書
- 『アメリカに於ける内部監査制度』同文館 1948
- 『企業経理と財務 貨幣価値変動下の会計』ダイヤモンド社 1948
- 『企業財務 理論と実際』世界書院 1949
- 『管理会計』東洋書館 1950
- 『企業資本構成の研究』ダイヤモンド社 1950
- 『内部監査』中央経済社 1951
- 『会計学の実際知識』梧桐書院 1952
- 『原価管理と標準原価計算 管理会計の立場より』早稲田大学出版部 1953
- 『内部監査の理論と実際』中央経済社 中経文庫 1953
- 『管理会計の知識』中央経済社 現代経済知識全集 1954
- 『原価計算論』税務経理協会 1955
- 『財務諸表演習』税務経理協会 1956
- 『内部監査論』中央経済社 1956
- 『管理会計論』国元書房 1958
- 『近代原価計算論』税務経理協会 1959
- 『近代内部監査』中央経済社 1959
- 『グラフによる経営管理』ダイヤモンド社 1959
- 『利益管理』春秋社 新会計学全書 1961
- 『近代予算統制論』ダイヤモンド社 1962
- 『原価計算新稿』中央経済社 1962
- 『内部報告』ダイヤモンド社 1964
- 『販売管理会計の実務』税務経理協会 1964
- 『利益計画』春秋社 新会計学全書 1965
- 『経営計画会計』国元書房 1966
- 『原価計算演習』中央経済社 1966
- 『予算統制の手引き』日本経済新聞社 日経文庫 1966
- 『簿記論』税務経理協会 1968
- 『経営分析の手引き』日本経済新聞社 日経文庫 1970
- 『現代の内部監査』中央経済社 1970
- 『原価管理の要点』ダイヤモンド社 ビジネス新書 1971
- 『新・グラフによる経営管理』ダイヤモンド社 1971
- 『例解経営診断基礎講座 4 財務の管理と診断』同友館 1972
- 『部門別業績管理会計』国元書房 1973
- 『原価計算』ダイヤモンド社 1976
- 『簿記詳論』税務経理協会 1976
- 『企業の予算制度』ダイヤモンド社 1977
- 『会計学総論』中央経済社 1978
- 『事業部制会計』税務経理協会 1979
- 『管理会計研究』中央経済社 1980
- 『利益計画チェック・ポイント50』日本経済新聞社 1980
- 『現代原価計算論』税務経理協会 1982
- 『現代の業務監査』中央経済社 1984

### 共編著
- 『棚卸資産会計研究 理論と実務』舛田精一共著 税務経理協会 1951
- 『内部統制』山辺六郎共著 日本経済社 経営技術全書 1951
- 『現代工業簿記』沼田嘉穂,今井忍共著 春秋社 現代会計学全集 1954
- 『管理会計』編 青林書院 会計学演習講座 1959
- 『グラフを中心とした内部報告』編著 中央経済社 1960
- 『販売管理と会計税務実践』編 税務経理協会 業務管理と会計・税務実践シリーズ 1960
- 『資金業務の管理 代表会社の実例を中心に』編著 中央経済社 1961
- 『簿記論』西沢脩共著 税務経理協会 1963
- 『近代会計報告論』編 中央経済社 1965
- 『原価管理の実際 代表会社の事例を中心に』編著 中央経済社 1965
- 『管理会計概論』編 有斐閣双書 1967
- 『原価管理』編 同文館出版 体系管理会計 1970
- 『原価計算小辞典』小川洌共編著 中央経済社 1971
- 『現代企業診断全集 3 財務診断』編著 ビジネス教育出版社 1971
- 『経理重要問題解決例集 販売会計』編集委員: 帝国地方行政学会 1972
- 『関係会社の管理と会計』編 税務研究会出版局 1975
- 『財務診断基礎講座』木内佳市共編 同友館 1975
- 『日本会計発達史 わが国会計学の生成と展望』編 同友館 1976
- 『入門経営学叢書 5 財務管理』編 法学書院 1976
- 『新版現代企業診断全集 3 財務診断』編著 ビジネス教育出版社 1978
- 『体系近代会計学 5 原価会計論』責任編集 中央経済社 1980
- 『最新経営分析』松本雅男共著 千倉書房 1982
- 『現代会計学辞典』編著 税務経理協会 1983
- 『文献学説による原価計算論の研究』編著 中央経済社 1983
- 『財務診断』編著 ビジネス教育出版社 1984

### 翻訳
- アメリカ会計協会編『価格設定と原価計算』日本生産性本部 1959
- E.フランシス『利益改善のためのグラフの活用』監訳 岸人宏亘訳 中央経済社 1964
- W.P.レオナード『経営の自己評価 経営の欠陥はこうして発見する』石塚博司,前田幸雄共訳 ダイヤモンド社 1965

## 論文
- CiNii 青木茂男